# عبد اللطيف الكواري
عبد اللطيف بن عبد الله صالح محمد الكواري (مواليد 1975)، هو مواطن قطري مشهور بكونه ممول ومسؤول جمع التبرعات و «مسؤول أمني» لتنظيم القاعدة.

## في الجيش القطري
أثناء خدمته في احتياطي الجيش القطري، كان الكواري جزءًا من الانقلاب المضاد الفاشل عام 1996 والذي كان يهدف إلى الإطاحة بالأمير المُعلن حديثًا الشيخ حمد بن خليفة آل ثاني وإعادة والده إلى العرش (10). أسفرت هذه المحاولة الفاشلة عن عشرات الاعتقالات وأحكام الإعدام، بما في ذلك سجن ابن عم الأمير الشيخ حمد بن جاسم بن حمد آل ثاني.

## في تنظيم القاعدة
في أوائل العقد الأول من القرن الحادي والعشرين، عمل الكواري جنبًا إلى جنب مع اثنين من نشطاء تنظيم القاعدة الرئيسيين: مصطفى حجي محمد خان (المعروف أيضًا باسم حسان غول) وإبراهيم عيسى الحاج محمد البكر. تم تصنيف غول في عام 2011 على أنه ناشط ورسول في تنظيم القاعدة، وكان نشطًا «منذ عام 2003 على الأقل»، وتم إدراج البكر في عام 2014 لتقديمه الدعم المالي والمادي والتكنولوجي لتنظيم القاعدة. عمل الكواري مع غول والبكر لتحويل الأموال إلى تنظيم القاعدة في باكستان، وفي نفس الوقت تقريبًا حصل الكواري أيضًا على جواز سفر مزور لغول.
في أوائل عام 2012، سهل الكواري السفر الدولي لساعي يحمل عشرات الآلاف من الدولارات المخصصة لتنظيم القاعدة. في وقت لاحق من نفس العام، وفقًا لوزارة الخزانة الأمريكية، «عمل... لتنسيق إيصال التمويل من الممولين القطريين بهدف دعم تنظيم القاعدة وتسليم إيصالات تؤكد أن القاعدة تلقت تمويلًا من مانحين أجانب من متطرفين في قطر».
شارك الكواري أيضًا في منصة جمع الأموال عبر الإنترنت، مدد أهل الشام. كانت مدد أهل الشام مؤسسة خيرية مزعومة مقرها قطر عملت على تمويل ودعم جبهة النصرة، فرع القاعدة في سوريا. في أغسطس 2012، استشهد أحد أعضاء جبهة النصرة بمدد أهل الشام على أنها «إحدى قنوات [الجماعة] المفضلة للتبرعات».

## ردود فعل العالم
في 5 أغسطس 2015، صنفت حكومة الولايات المتحدة الكواري على أنه «ممول مسؤول عن دعم الإرهابيين في جميع أنحاء الشرق الأوسط». تبعتها الأمم المتحدة بفرض عقوبات في 21 سبتمبر من نفس العام. على الرغم من هذه التصنيفات، لم تقم الحكومة القطرية باعتقال الكواري أو تقييده، ويُعتقد أنه يواصل العمل.